# Voie verte du Lido de Marseillan à Sète
La voie verte du Lido de Marseillan-Plage à Sète est une piste dédiée aux circulations non motorisées reliant Marseillan-Plage à Sète sur un ancien tronçon de la Route nationale 112.
La construction de cette voie verte s'inscrit dans un projet de réhabilitation du cordon dunaire séparant l'étang de Thau de la mer Méditerranée. La route nationale 112 située le long de la plage est ainsi déviée le long de la voie ferrée, puis après reconstruction des dunes en bord de mer, la voie verte est construite longeant le littoral.